# 25 décembre 1986
Le jeudi 25 décembre 1986 est le 359e jour de l'année 1986.

## Naissances
- Alekseï Kozlov, joueur de football russe
- Alex Hepburn, chanteuse de rock, de blues et soul
- Bolat Raimbekov, coureur cycliste kazakh et dirigeant d'équipes cyclistes
- Deborah Scanzio, skieuse acrobatique italo-suisse
- Maram Ben Aziza, actrice tunisienne
- Natália Bernardo, handballeuse angolaise
- Soesi B, rappeur néerlandais d'origine marocaine
- Sofiia Manousha, actrice française
- Waldis Joaquín, joueur de baseball dominicain

## Décès
- Friedrich von Ledebur (né le 3 juin 1900), acteur autrichien
- Mohamed El Kassab (né le 4 juin 1926), médecin et orthopédiste tunisien
- Omraam Mikhaël Aïvanhov (né le 31 janvier 1900), philosophe bulgare
- Walter Forster (né le 12 juillet 1910), entomologiste et zoologiste allemand

## Événements
- Des pirates de l’air iraniens font exploser un Boeing d’Iraqi Airways reliant Bagdad à Amman. 62 des 91 passagers sont tués[1].
- Les Américains Burt Rutan et Jeana Yeager terminent leur tour du monde sans escale à bord de leur avion Voyager[1].
- Sortie du film américain Down by Law